# Spoorlijn Potsdam - Eilsleben
De spoorlijn Potsdam - Eilsleben ook wel Stammbahn genoemd is een Duitse spoorlijn tussen de steden Berlijn en Maagdenburg. De lijn had in Berlijn het eindpunt op het Potsdamer Bahnhof. De lijn is als spoorlijn 6177 tussen Berlin Potsdamer Gbf en Griebnitzsee en spoorlijn 6110 tussen Griebnitzsee en Eilsleben onder beheer van DB Netze.

## Geschiedenis

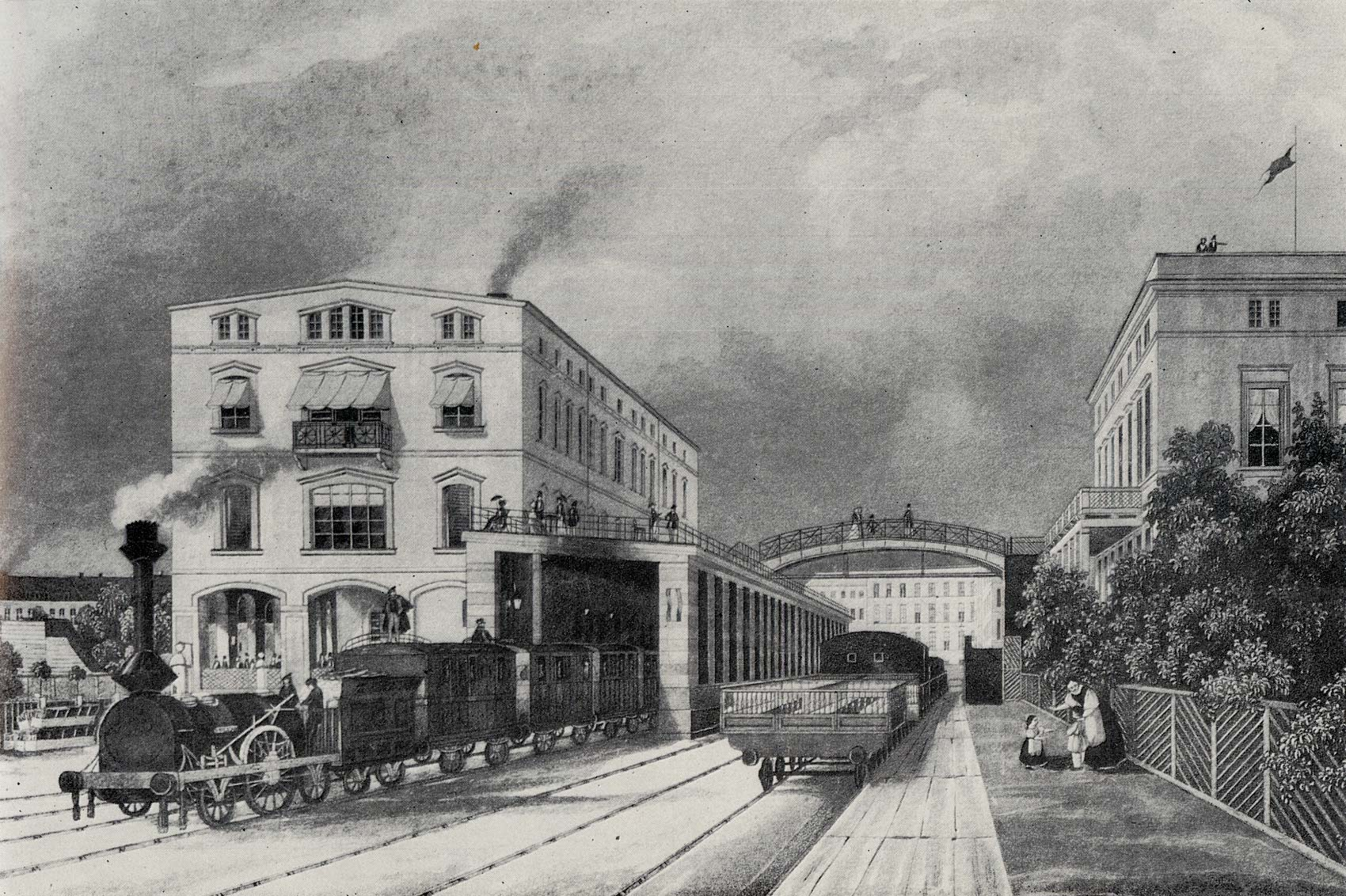
Berlijn Potsdamer Bahnhof in 1843

Het traject tussen Berlijn en Potsdam werd door de Berlin-Potsdamer Eisenbahngesellschaft op 29 oktober 1838 geopend.
De Berlin-Potsdamer Eisenbahngesellschaft werd op 6 november 1844 overgenomen door de Potsdam-Magdeburger Eisenbahngesellschaft en ging verder als Berlin-Potsdam-Magdeburger Eisenbahngesellschaft.
Het traject tussen Potsdam en Maagdenburg werd door de Potsdam-Magdeburger Eisenbahngesellschaft gebouwd en op 7 augustus 1846 door de Berlin-Potsdam-Magdeburger Eisenbahngesellschaft geopend.
De Berlin-Potsdam-Magdeburger Eisenbahngesellschaft werd op 1 april 1880 overgenomen door de Preußische Staatseisenbahnen.

## Treindiensten

### DB
De Deutsche Bahn verzorgt het personenvervoer op dit traject met RE / RB treinen.

### S-Bahn
Zowel in de S-bahn van Berlijn als van Magdeburg maken gebruik van het traject.

## Aansluitingen
In de volgende plaatsen is of was er een aansluiting van de volgende spoorlijnen:

### Berlin Potsdamer Platz
Station Berlin Potsdamer Platz is een volledig ondergronds gelegen spoorweg-, metro- en S-Bahnstation in het centrum van Berlijn. Aan de drukke Potsdamer Platz verrees in 1838 het eerste kopstation van de Duitse hoofdstad, het Potsdamer Bahnhof.

### Potsdam
- Wannseebahn, spoorlijn tussen Berlin Anhalter Bahnhof en Potsdam
- Umgehungsbahn, spoorlijn tussen Jüterbog via Potsdam, Nauen en Kremmen naar Oranienburg
- Verkehrsbetrieb Potsdam, stadstram in Potsdam

### Abzw. Golm
- Berliner Außenring, spoorlijn rond Berlijn

### Groß Kreutz
- Lehniner Kleinbahn, spoorlijn tussen Groß Kreutz en Lehnin

### Brandenburg
Brandenburg (Havel)
- Brandenburgische Städtebahn, spoorlijn tussen Rathenow en Belzig

### Wusterwitz
- Ziesarer Kleinbahn, spoorlijn tussen Wusterwitz en Karow / Ziesar

### Genthin
- Genthiner Kleinbahn, spoorlijn tussen Milow en Genthin

### Güsen
Güsen (bij Genthin)
- Genthiner Kleinbahn, spoorlijn tussen Jerichow en Güsen
- Ziesarer Kleinbahn, spoorlijn tussen Güsen en Ziesar

### Burg
Burg (bij Maagdenburg)
- Kleinbahn des Jerichow I, buiten bedrijf gestelde smalspoorlijn tussen Burg en Ziesar / Lübars

### Biederitz
- Magdeburg - Dessau, spoorlijn tussen Maagdenburg en Dessau
- Magdeburg - Loburg, spoorlijn tussen Maagdenburg en Loburg
- Biederitz - Magdeburg-Buckau, voormalige spoorlijn tussen Biederitz en Magdeburg-Buckau

### Magdeburg

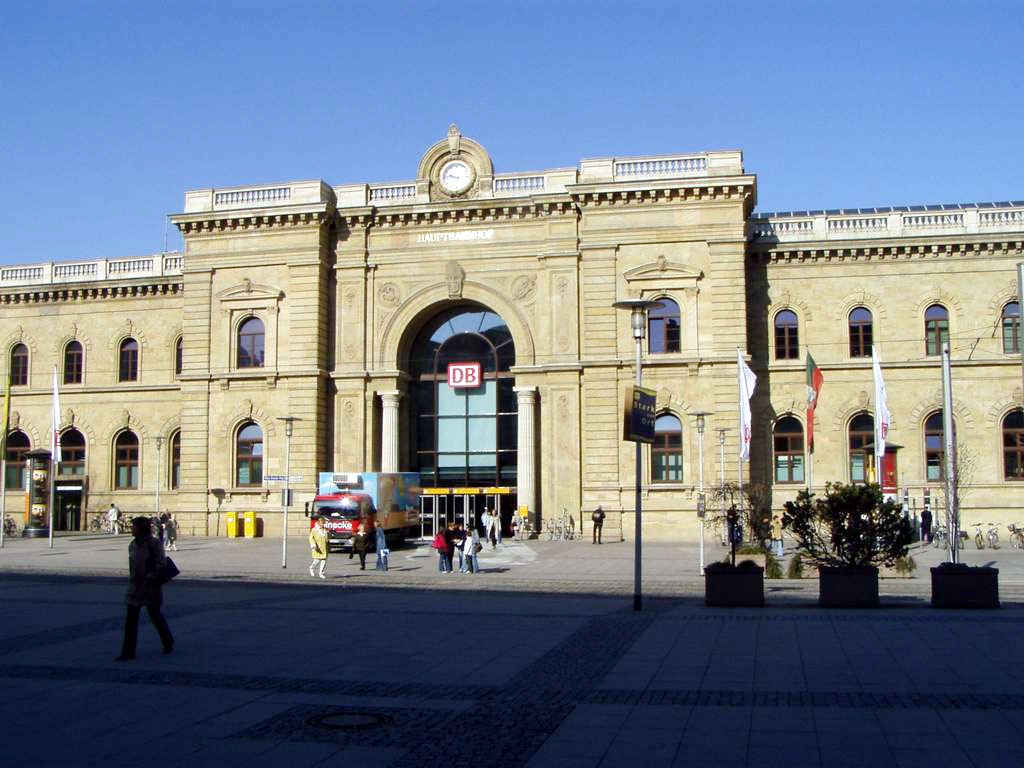
Magdeburger Bahnhof

- Magdeburg - Dessau, spoorlijn tussen Maagdenburg en Dessau
- Magdeburg - Loburg, spoorlijn tussen Maagdenburg en Loburg
- Magdeburg - Wittenberge, spoorlijn tussen Maagdenburg en Wittenberge
- Oebisfelde - Magdeburg, spoorlijn tussen Oebisfelde en Maagdenburg
- Maagdenburg - Leipzig, spoorlijn tussen Leipzig via Halle en Maagdenburg
- Maagdenburg - Halberstadt, spoorlijn tussen Maagdenburg en Halberstadt
- Biederitz - Magdeburg-Buckau, voormalige spoorlijn tussen Biederitz en Magdeburg-Buckau
- Magdeburger Verkehrsbetriebe, stadstram in en rond de stad Maagdenburg

## Elektrische tractie
De S-Bahn van Berlijn maakte gebruik van een stroomrail. Dit net is geëlektrificeerd met een spanning van 800 volt gelijkstroom.
Het traject werd geëlektrificeerd met een spanning van 15.000 volt 16 2/3 Hz wisselstroom.